# Schloss Bodendorf (Katsdorf)
Das Schloss Bodendorf in der Gemeinde Katsdorf im Bezirk Perg war ein kleines Landschloss mit einem zugehörigen großen Meierhof im Tal der Großen Gusen in Oberösterreich.

## Lage
Das ursprüngliche Schloss samt Meierhof lag in der Ortschaft Bodendorf am Rande der Talebene der Großen Gusen auf 292 m Seehöhe. Sanft geneigtes Gelände umgab alles. Die Große Gusen floss 500 m weiter westlich vorbei. Moderne Adressen: Ehemaliger Meierhof, Bodendorf Nr. 91. Ehemalige Taverne, Bodendorf Nr. 90. Das eigentliche Schloss besteht nicht mehr.
Benachbarte Ansitze waren das nahe Schloss Breitenbruck und etwas weiter weg Burg Wolfsbach.

## Geschichte
Im landesfürstlichen Urbar wurde um 1270 ein „Chötzhler vicillus in Pottendorf“ (vicillus = Dorfbewohner, Verwalter eines Gutes) als Meier genannt. Um 1284 wurden Ulrich von Kapellen und sein Bruder Konrad als Besitzer von Bodendorf genannt. Ab 1314 ist Bodendorf ein Edelsitz unter dem Inhaber Rueger der Pernauer. 1409 kommt der Besitz durch Heirat der Witwe des letzten Kapellers, Anna (geborene von Tybain), den Hans von Potendorf. 1437 wird Hand Flußhart Besitzer von Schloss und Herrschaft. 1635 wird dem Grafen Wenzel Reichardt von Sprinzenstein die Verlassenschaft der Flußharts übertragen, nachdem diese wegen des Bekenntnisses zum Protestantismus das Land verlassen mussten. 1729 kauft Freiherr Anton von Risenfels die frei gewordene Herrschaft Bodendorf. 1774 erwarb diese Graf Christoph Wilhelm II. von Thürheim. 1801 verlegten die Tochter der Türheims, Maria Franziska, und deren Gatte, Graf Michael Max Althan, den Sitz der mit Hagenberg vereinigten Besitzung nach Hagenberg. Bodendorf ließ man verfallen. Das Schloss selbst wurde 1805 abgetragen. 1884 erfolgte die Löschung des adeligen Gutes in der Landtafel.
Der erhaltene Meierhof (Erbhof Moar) befindet sich seitdem im Besitz der Familie Faltlhansl.

## Schlossanlage heute
Von dem Schloss, wie es auf dem Stich von Georg Matthäus Vischer von 1674 zu sehen ist, ist nur mehr der Brunnen des Schlosshofs vorhanden. Der Brunnenaufbau ist abgekommen, der Brunnen selbst aber gibt heute noch das Wasser für das Gehöft. Das Schloss selbst ist restlos abgetragen.
Erhalten blieben Teile des ehemaligen Meierhofs. Das Geviert des Meierhofs wurde zu einem modernen großen Bauernhof umgestaltet. Ein Eingangstor im Westen (Jahreszahl 1525) und ein danebenliegendes Fenster sind original erhalten. Erhalten blieb ein Raum mit Tonnengewölbe, der zu einem Wohnraum umgestaltet wurde. Die Flügel im Osten wurden nach mehreren Bränden großzügig neu aufgebaut. Die Steine eines vermutlich früheren Weinkellers (als Flurname gibt es noch die Bezeichnung „Weinberg“) wurden für einen Pavillon vor dem Gehöft verwendet.
Das Gebäude der ehemaligen Buchdruckerei Ernst Denkmayr östlich des Meierhofs wird als Schlosstaverne bezeichnet. Auch die ehemalige Taverne wurde mit der Zeit gänzlich umgestaltet.

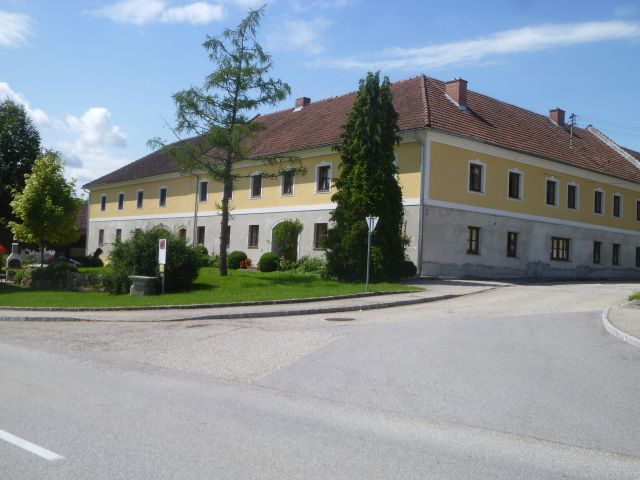
Ehemaliger Meierhof
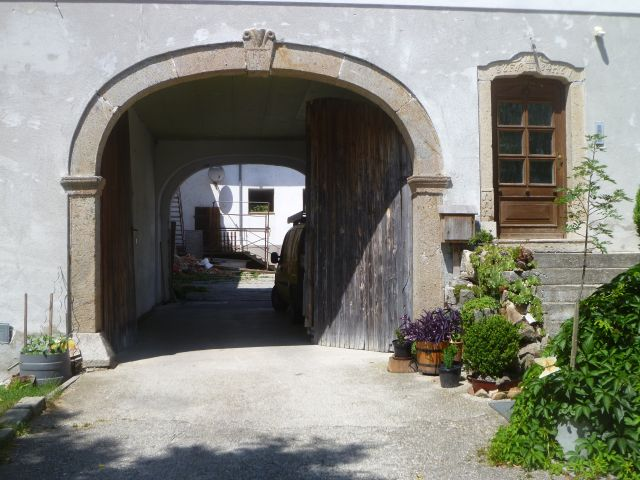
Eingangsportal zum Meierhof
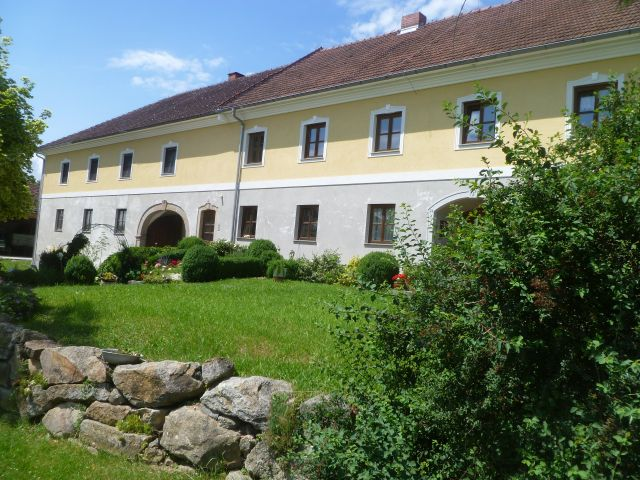
Meierhof. Links altes, rechts neues Portal
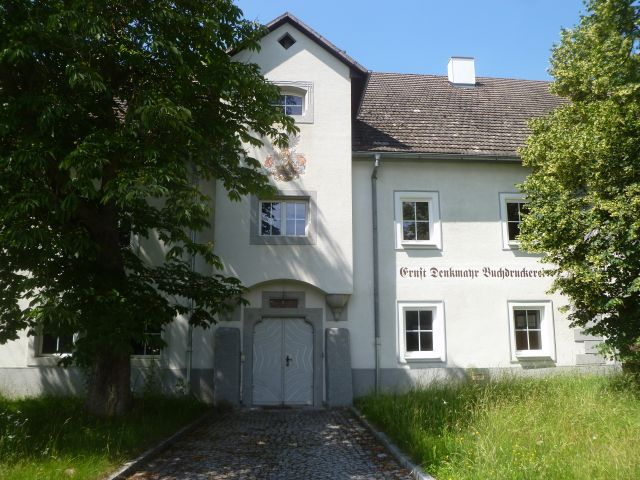
Ehemalige Schlosstaverne